# Terra Grischuna
Terra Grischuna (lateinisch und rätoromanisch für «Bündnerland») ist eine im Verlag Somedia Production AG  in Chur zweimonatlich erscheinende Zeitschrift für alle Themengebiete, die den Kanton Graubünden betreffen. Sie hat eine WEMF-beglaubigte Auflage von 6'985 (Vj. 7'504) verkauften/verbreiteten Exemplaren und nach eigenen Angaben eine Reichweite von 35'000 Lesern.

## Inhalt
Jede Ausgabe widmet sich einem zentralen Thema wie z. B. «Bündner Landwirtschaft» (1/2017) oder «Bündner Sonne» (2/2017). Die Artikel sind populärwissenschaftlich aufbereitet und werden von Fachleuten, besonders Historikern, Geologen oder Linguisten, geschrieben.
Zwei Seiten jeder Ausgabe (Chapis Vus rumantsch? = Verstehen Sie romanisch? und Pagina Grigionitaliana = italienischbündnerische Seite) sind reserviert für die beiden kantonalen Minderheitssprachen Rätoromanisch und Italienisch.

## Status
Obschon kommerziell vertrieben, hat Terra Grischuna durch die Auslage in den Zügen der Rhätischen Bahn und in den kantonalen Amtsgebäuden den Status einer quasi halboffiziellen, kulturprägenden Zeitschrift.

## Geschichte
Gegründet wurde die Zeitschrift 1942 von Balz Fetz, einem nach Basel ausgewanderten Bündner. Sie richtete sich vor allem an Bündner in der Schweiz und erschien anfänglich 4–6 Mal jährlich. Der Untertitel lautete in den Anfangsjahren «Heimatnachrichten», später und bis heute (Stand: 2018) «Natur, Kultur und Freizeit in Graubünden». Bis 1968 blieb der Verlag in Basel und weitere 30 Jahre im baselländischen Bottmingen, danach wurde er nach Chur verlegt. Heute wird die Zeitung von der Somedia Production AG herausgegeben.
Die «Pro Raetia» führte Terra Grischuna seit 1955 als offizielles Publikationsorgan. 1983 war Terra Grischuna die erste periodisch erscheinende Zeitschrift, die einen Text in Rumantsch Grischun veröffentlichte. Zum 1. Januar 2007 übernahmen die Südostschweiz Medien die Zeitschrift.

### Redaktoren der Gesamtzeitschrift
- Balz Fetz (1942–1959)
- Christian Walther (1959–1988)
- Markus Joos (1988–2013)
- Christian Dettwiler (2013–2018)
- Julian Reich (seit 2018)

### Redaktoren der «Pagina rumantscha»
- Rita Cathomas-Bearth (1982–1992)
- Gian Peder Gregori (1992–2000)
- Daniel Telli (seit 2000)